# Stadio Alfredo Jaconi
Lo stadio Alfredo Jaconi (in portoghese Estádio Alfredo Jaconi) è un impianto sportivo di Caxias do Sul, nello stato brasiliano del Rio Grande do Sul. Ospita le partite interne del Juventude, fu inaugurato nel 1975 in occasione del centenario dell'immigrazione italiana nel Rio Grande do Sul.

## Storia
L'impianto è stato costruito sul sito del precedente stadio della Juventude, chiamato Quinta dos Pinheiros. La costruzione è iniziata nel 1972 e si è conclusa tre anni dopo.
La partita inaugurale, un'amichevole tra Juventude e Flamengo terminata sullo 0-0, fu giocata il 3 marzo 1975.
Nel 1999 furono coperte le tribune e rifatti gli spogliatoi.